# 362 Havnia
362 Havnia là một tiểu hành tinh ở vành đai chính. Nó được Auguste Charlois phát hiện ngày 12.3.1893 ở Nice, và được đặt tên là Havnia, tên tiếng Latinh của thành phố Copenhagen, Đan Mạch.